# Haukkajärvi
Haukkajärvi är en sjö i Gällivare kommun i Lappland och ingår i Kalixälvens huvudavrinningsområde.
Sjöns namn är finskt och kan på svenska översättas med Höksjön.